# デイビッド・レビー
デイビッド・レビー（David Howard Levy、1948年5月22日 - ）は、カナダのサイエンスライター・天文学者。名前のカタカナ表記は『日経サイエンス』に従う。
シューメーカー・レヴィ第9彗星を発見するなど、彗星及び小惑星の発見で知られる。

## 経歴
1948年5月22日、ケベック州モントリオールに生まれる。幼少時より天文学への関心を育むが、学士と修士の学位は英文学に関するものであった。学生時代、あるフランス語のテストで「各自の人生設計をフランス語で話す」という課題があった。（このころすでに天体観測に熱中していたレビーではあるが）少し前に池谷・関彗星発見のニュースがあったのを思い出した。そこで、余り深く考えずにコメットハンターになりたいとテストに答えた。それがきっかけとなり、1956年12月にコメットハンティングを始める。その19年後の1984年11月13日、ついに彗星を発見。C/1984 V1 レビー・ルデンコ彗星である。
後に23個（単独で、あるいはユージンとキャロラインのシューメーカー夫妻との共同で）の彗星の発見者となる。主として天文学に関して34冊の著書を残している。代表作にクライド・トンボーの伝記『The Quest for Comets』、ユージン・シューメーカーに奉げられた『Shoemaker by Levy』がある。『スカイ&テレスコープ』『Parade Magazine』『Sky News』、新しいところでは『アストロノミー』に連載を執筆した。
彼とシューメーカー夫妻の名を冠した周期彗星には118P/Shoemaker–Levy（シューメーカー・レヴィ第4彗星）、129P/Shoemaker–Levy（シューメーカー・レヴィ第3彗星）、135P/Shoemaker–Levy（シューメーカー・レヴィ第8彗星）、137P/Shoemaker–Levy（シューメーカー・レヴィ第2彗星）、138P/Shoemaker–Levy（シューメーカー・レヴィ第7彗星）、145P/Shoemaker–Levy（シューメーカー・レヴィ第5彗星）、181P/Shoemaker–Levy（シューメーカー・レヴィ第6彗星）がある。また、255P/Levy（レヴィ彗星）およびP/1991 L3の単独発見者である。
2011年2月28日、『The Sky in Early Modern English Literature:  A Study of Allusions to Celestial Events in Elizabethan and Jacobean Writing, 1572–1620』によりヘブライ大学より博士の学位を授与される。
2015年以降、ミズーリ州カンザスシティのリンダ・ホール図書館（英: Linda Hall Library）に長年にわたる観測データを寄贈している。それには1956年から続けてきた観測記録、1958年以降の個人的なノート、1965年以降のコメットハンティングに関する記録が含まれる。これらはカナダ王立天文学会（英: Royal Astronomical Society of Canada）のウェブサイトでも公開されている。
2016年現在アリゾナ州ピマ郡ベイル（英: Vail）に居住。1997年、Wendee Levyと結婚。Wendee と二人でネットラジオの番組を司会していたこともある。National Sharing the Sky Foundation会長を歴任。DeTao Masters Academy (DTMA)より修士（天文学）を授与される。
2019年6月、自伝『A Nightwatchman's journey:  the Road Not Taken』を上梓。

## 賞歴
1980年、カナダ王立天文学会よりC.A. Chant Medalを授与される。1990年、Western Amateur AstronomersよりG. Bruce Blair Medalを授与される。1993年、Gordon Myers Amateur Achievement Award受賞。2007年、Edgar Wilson Award受賞。
1998年、ディスカバリーチャンネルのドキュメンタリー『3 Minutes to Impact』の脚本担当の功績に対してニュース&ドキュメンタリー・エミー賞が授与される。
その他、メインベルトの小惑星3673 Levyは彼の名誉をたたえて命名された。